# Daniel Ayala
Daniel Sánchez Ayala (ur. 7 listopada 1990 w El Saucejo) – hiszpański piłkarz grający na pozycji obrońcy w Middlesbrough.

## Kariera sportowa
Karierę piłkarską rozpoczął w Sevilli, której zawodnikiem był w latach 2000–2007. W 2007 roku trafił do Liverpoolu, gdzie rozpoczął występy w rezerwach. W sezonie 2007/2008 zdobył wraz z nimi mistrzostwo Anglii. 16 sierpnia 2009 roku zadebiutował w Premier League. Wystąpił w przegranym 1:2 meczu z Tottenhamem, zmieniając w 75. minucie Martina Škrtela. W sezonie 2009/2010 rozegrał łącznie pięć meczów w lidze, a w listopadzie 2009 przedłużył swój kontrakt do 2012.
W sierpniu 2010 roku został wypożyczony do Hull City. W nowym zespole zadebiutował 11 sierpnia w przegranym 0:2 meczu z Cardiff City. Trzy dni później zdobył gola w spotkaniu przeciwko Derby County, przyczyniając się do zwycięstwa 2:0. W listopadzie doznał kontuzji, która wykluczyła go z gry na kilka tygodni. W grudniu powrócił do Liverpoolu, a 11 lutego 2011 roku został ponownie wypożyczony, tym razem do Derby County. Był jego podstawowym graczem – do końca sezonu 2010/2011 rozegrał 17 meczów.
13 sierpnia 2011 podpisał kontrakt z beniaminkiem Premier League Norwich City.